# (10248) Fichtelgebirge
(10248) Fichtelgebirge est un astéroïde de la ceinture principale.

## Description
(10248) Fichtelgebirge est un astéroïde de la ceinture principale. Il fut découvert le 17 octobre 1960 à l'observatoire Palomar par Cornelis Johannes van Houten, Ingrid van Houten-Groeneveld et Tom Gehrels. Il présente une orbite caractérisée par un demi-grand axe de 2,57 UA, une excentricité de 0,19 et une inclinaison de 4,4° par rapport à l'écliptique.

## Compléments